# Cour constitutionnelle de la République tchèque
 (octobre 2023).
La mise en forme du texte ne suit pas les recommandations de Wikipédia : il faut le « wikifier ».
Les points d'amélioration suivants sont les cas les plus fréquents. Le détail des points à revoir est peut-être précisé sur la page de discussion.
- Les titres sont pré-formatés par le logiciel. Ils ne sont ni en capitales, ni en gras.
- Le texte ne doit pas être écrit en capitales (les noms de famille non plus), ni en gras, ni en italique, ni en « petit »…
- Le gras n'est utilisé que pour surligner le titre de l'article dans l'introduction, une seule fois.
- L'italique est rarement utilisé : mots en langue étrangère, titres d'œuvres, noms de bateaux, etc.
- Les citations ne sont pas en italique mais en corps de texte normal. Elles sont entourées par des guillemets français : « et ».
- Les listes à puces sont à éviter, des paragraphes rédigés étant largement préférés. Les tableaux sont à réserver à la présentation de données structurées (résultats, etc.).
- Les appels de note de bas de page (petits chiffres en exposant, introduits par l'outil «  Source ») sont à placer entre la fin de phrase et le point final[comme ça].
- Les liens internes (vers d'autres articles de Wikipédia) sont à choisir avec parcimonie. Créez des liens vers des articles approfondissant le sujet. Les termes génériques sans rapport avec le sujet sont à éviter, ainsi que les répétitions de liens vers un même terme.
- Les liens externes sont à placer uniquement dans une section « Liens externes », à la fin de l'article. Ces liens sont à choisir avec parcimonie suivant les règles définies. Si un lien sert de source à l'article, son insertion dans le texte est à faire par les notes de bas de page.
- La présentation des références doit suivre les conventions bibliographiques. Il est recommandé d'utiliser les modèles {{Ouvrage}}, {{Chapitre}}, {{Article}}, {{Lien web}} et/ou {{Bibliographie}}. Le mode d'édition visuel peut mettre en forme automatiquement les références.
- Insérer une infobox (cadre d'informations à droite) n'est pas obligatoire pour parachever la mise en page.

Pour une aide détaillée, merci de consulter Aide:Wikification.
Si vous pensez que ces points ont été résolus, vous pouvez retirer ce bandeau et améliorer la mise en forme d'un autre article.
La Cour constitutionnelle de la République tchèque (tchèque : Ústavní soud České republiky) est une juridiction chargée du contrôle de constitutionnalité en Tchéquie. C'est un type de tribunal spécialisé qui vise principalement à protéger la population de la République tchèque contre les violations de la Constitution par le pouvoir législatif, le gouvernement ou par tout autre sujet qui viole les droits et libertés constitutionnels de la population.
Elle ne doit toutefois pas être confondue avec la Cour suprême de la République tchèque, compétente en dernier ressort en matière civile et pénale, ni avec la Cour administrative suprême de la République tchèque, qui connait quant à elle des affaires relevant du droit public.
De tous les différents niveaux du pouvoir judiciaire tchèque, c'est celui qui est créé avec le plus de spécificité dans la Constitution.
Les décisions de la Cour sont définitives et inssusceptible de recours, et sont considérées comme une source de droit, semblable aux précédents dans un système de common law.
Bien que la Cour elle-même n'ait été créée qu'en 1993, son prédécesseur tchécoslovaque était déjà prévu dans la Constitution de 1920, faisant de la Tchécoslovaquie le premier pays au monde doté d'un système de contrôle de constitutionnalité par un tribunal spécialisé (bien que la Cour elle-même se soit réunie pour la première fois après la formation de son homologue autrichien). Il a ensuite été adopté par de nombreux autres pays,.

## Histoire

### 1848-1918

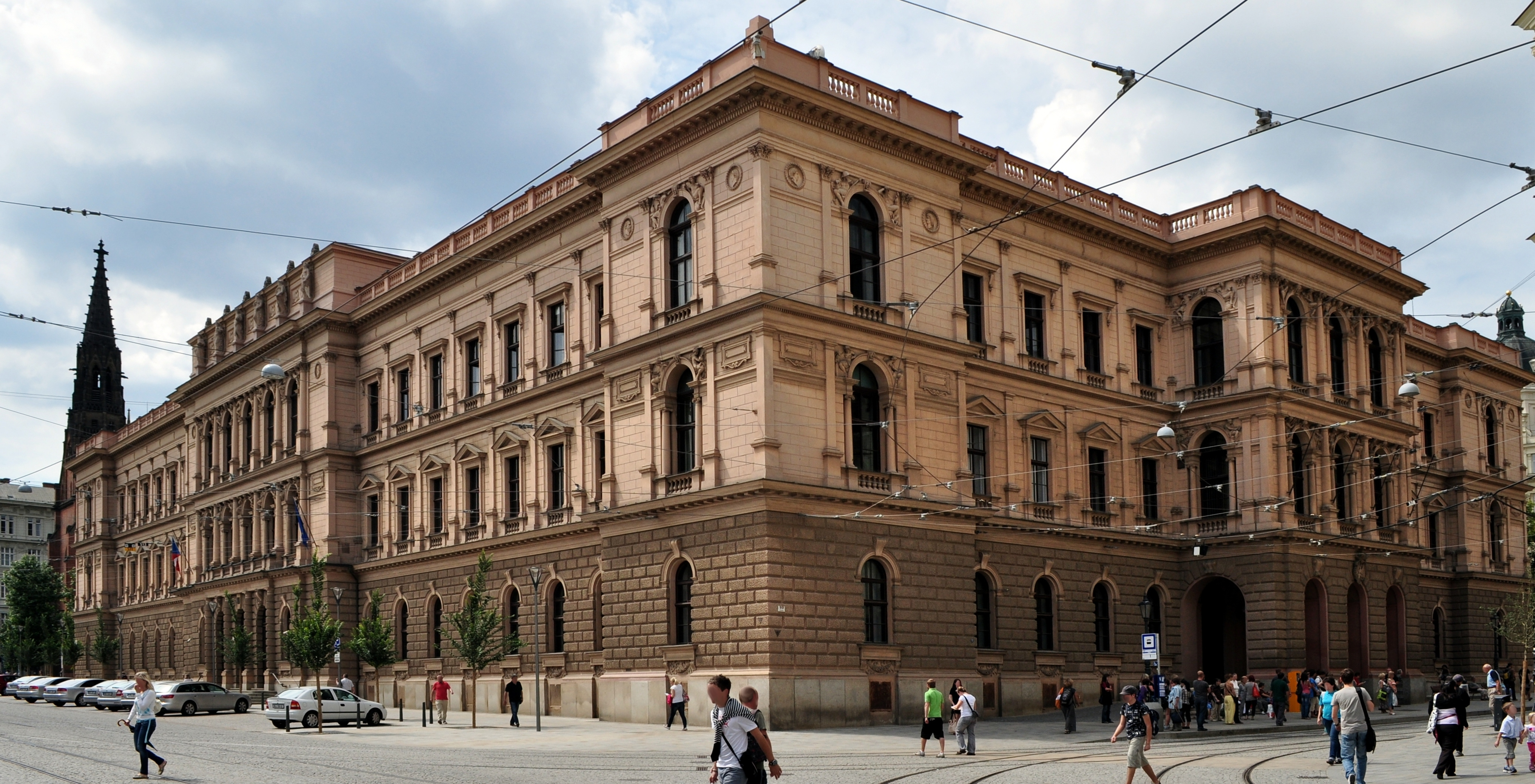
Siège de la Cour à Brno, ancien édifice de la Diète de Moravie

Le développement de la tradition constitutionnelle tchèque a d'abord accompagné celui de l'Autriche-Hongrie, à laquelle appartenaient les terres de la Couronne tchèque entre 1806 et 1918. Les premières tentatives d'établissement d'un système constitutionnel furent liées à la Révolution de 1848. Un certain nombre de constitutions ont été promulguées au cours de la période autrichienne (avril 1848, mars 1849, février 1861, toutes promulguées par le roi, décembre 1867 promulguées par le Parlement), mais celles-ci étaient loin d'être démocratiques et n'incluaient pas la possibilité d'un contrôle juridictionnel des actes du Parlement ni des souverains Habsbourg. Bien que la tentative de démocratisation de la monarchie des Habsbourg ait échoué à l'époque, elle a marqué le début de l'activisme politique tchèque qui a finalement donné naissance à des personnalités telles que Karel Kramář ou Tomáš Masaryk, qui ont ensuite participé à l'établissement de la Première République tchécoslovaque et à sa tradition constitutionnelle.

### 1918-1948
À la suite de la création de la Tchécoslovaquie, une Constitution intérimaire fut adoptée en novembre 1918 (loi no 37/1918 Coll.), qui n'établissait pas encore de Cour constitutionnelle.

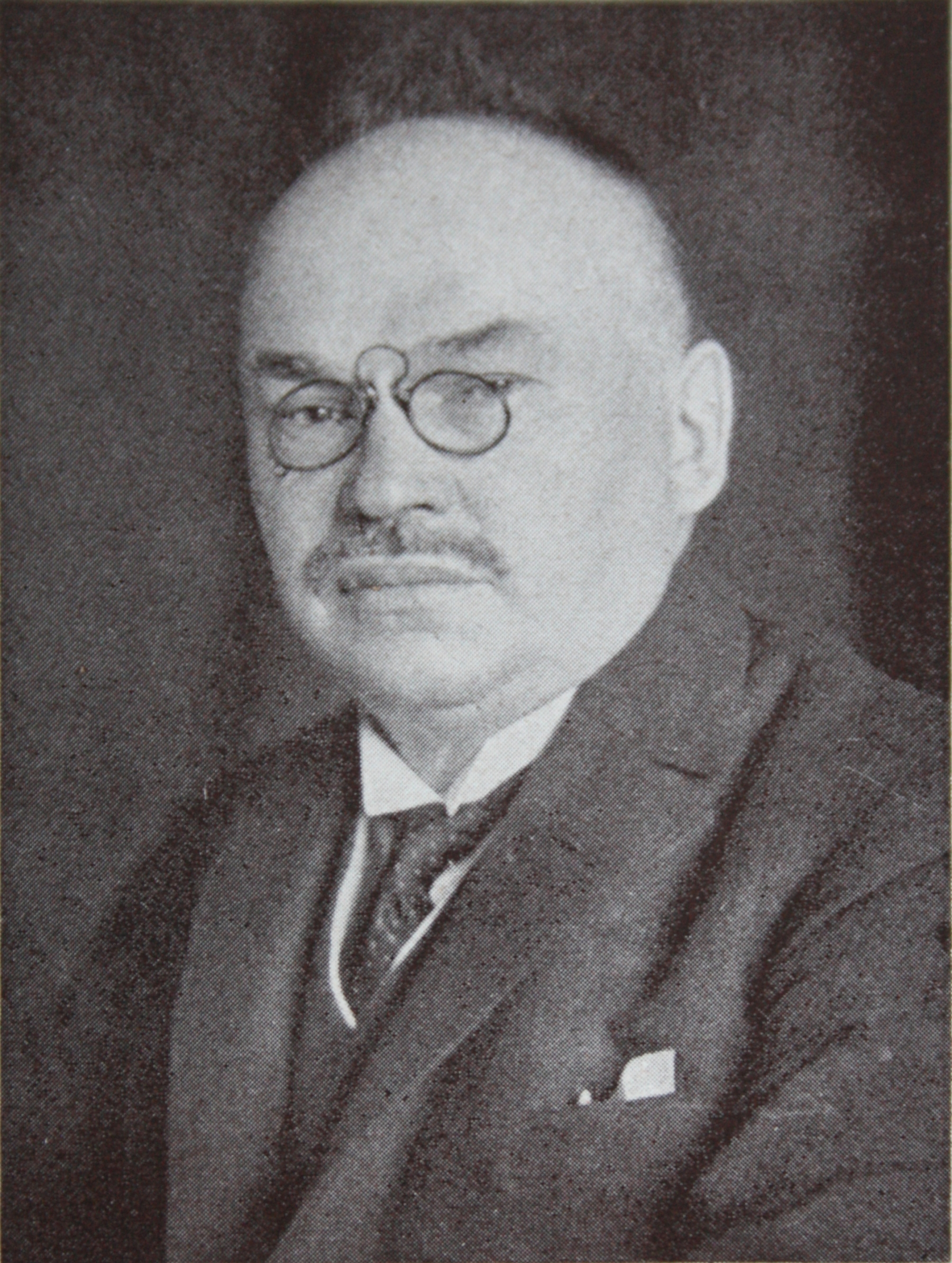
Karel Baxa, président de la Cour de 1921 à 1931

Pendant ce temps, les travaux sur la constitution tchécoslovaque allaient de bon train. La nouvelle constitution a été influencée par les modèles suivants :
- Constitution autrichienne de 1867 dans le domaine des droits civils,
- Constitution des États-Unis de 1787 dans le domaine du pouvoir judiciaire et des poids et contrepoids,
- Constitution française de 1875 dans le domaine des pouvoirs du président et du parlement,
- la Constitution suisse dans le domaine des pouvoirs du gouvernement.

La nouvelle constitution a été en outre influencée par la tradition humaniste tchèque (Jan Hus, Petr Chelčický, Jan Amos Komenský, František Palacký, František Rieger, Tomáš Masaryk) ainsi que par les conférences de paix qui ont eu lieu après la Première Guerre mondiale.
La nouvelle constitution fut adoptée le 2 février 1920 sous la forme de la loi no 121/1920 Coll. Avec cette constitution, la Tchécoslovaquie est devenue le premier État au monde à adopter un système dans lequel le contrôle de la constitutionnalité des actes du parlement national était confié à une juridiction spéciale - la Cour constitutionnelle (tandis qu'aux États-Unis d'Amérique et en Australie, ce pouvoir était confié à leurs juridictions de droits commun, chapeautées par une Cour suprême unique). Si la Cour constitutionnelle autrichienne avaient déjà le pouvoir d'examiner les lois des États fédérés autrichiens en 1919, ce n'est qu'avec la Constitution du 2 octobre 1920 que fut institué un système similaire de contrôle juridictionnel de la constitutionnalité au niveau fédéral en Autriche. Toutefois, ce mécanisme est entré en vigueur avant que la Cour constitutionnelle tchécoslovaque n'entre en fonction. Il est ensuite devenu généralement connu sous le nom de système autrichien, et a été repris par de nombreux autres États, par exemple le Liechtenstein (1925), la Grèce (1927), l'Espagne (1931), l'Allemagne (1949), etc. La Cour constitutionnelle de Tchécoslovaquie a quant à elle été installée dans la salle de réunion du présidium du Conseil des ministres au château de Prague, le 17 novembre 1921.
La Cour constitutionnelle avait compétence pour se prononcer sur la constitutionnalité des lois de la République, de l'Assemblée de la Ruthénie Carpathique (cela n'était que théorique, puisque son autonomie n'a été atteinte qu'en 1938) et des mesures juridiques du Comité Permanent (qui était composé de 16 membres de la Chambre des députés et de 8 sénateurs et intervenait en cas d'urgence lorsque le Parlement n'était pas en session). Les requête concernant les textes législatifs pouvaient être présentées par la Cour suprême, la Cour administrative suprême, la Chambre des députés, le Sénat et l'Assemblée de la Ruthénie carpathique, tandis que les mesures juridiques du Comité permanent étaient soumises à un examen automatique immédiatement après leur adoption. Contrairement à aujourd'hui, la Cour n'avait pas compétence pour entendre les requêtes formulées directement par les citoyens.
La Cour a fonctionné au cours de la période 1921-1931, lorsqu'elle a examiné un certain nombre de mesures juridiques du Comité permanent, mais aucune requête en concernant les textes législatifs n'a jamais été présentée devant elle. Bien que la base juridique de la Cour et sa compétence soient restées inchangées, elle a demeurées inactive entre 1932 et 1937. Le président pour la période 1938-1939 était Jaroslav Krejčí.
Bien que la Constitution soit restée en vigueur pendant l'occupation nazie et après la guerre, les droits qu'elle garantissaient sont devenus seulement théoriques et la Cour constitutionnelle ne s'est pas réunie pendant et après la Seconde Guerre mondiale.

### 1948-1989
En raison de l'extermination d'un grand nombre d'élites tchécoslovaques par les nazis, de la désillusion à l'égard des pays occidentaux à la suite des accords de Munich et de la grande influence de l'Union soviétique, qui a libéré la quasi-totalité du pays, l'après-guerre fut caractérisé par l'influence grandissante des communistes, qui a culminé avec le coup d'État communiste de février 1948. Une nouvelle constitution fut adoptée en mai 1948. Il s’agissait essentiellement d’une constitution inspirée de celle de 1920 et modifiée avec des idées socialistes afin de servir l’idéologie du parti communiste. Par exemple, la liste des droits fondamentaux a été étendue pour couvrir également les droits sociaux et culturels, mais d'un autre côté le droit de propriété privée a été limité. La nouvelle Constitution avait une apparence démocratique et promouvait l'idée de « démocratie populaire ». Mais en réalité, la démocratie a été contrecarrée par le parti communiste qui contrôlait tous les organes de l’État et par le non-respect des droits fondamentaux par les autorités. Cette Constitution ne prévoyait pas de Cour constitutionnelle.
Une autre constitution fut adoptée en 1960, principalement influencée par la constitution soviétique de 1936. Elle établît légalement le « rôle de direction » du parti communiste, disposait que le marxisme-léninisme était l'idéologie dirigeante de l'État et supprimait la séparation des pouvoirs. Cette constitution a été largement modifiée en 1968, établissant les Républiques socialistes tchèque et slovaque au sein de la Tchécoslovaquie en tant qu'État socialiste fédéral. Avec cette révision constitutionnelle, une fut de nouveau créée une Cour constitutionnelle, ou plutôt trois Cours : une pour la Fédération et une pour chacune des deux Républiques fédérées. La Cour constitutionnelle fédérale était compétente pour connaître de la constitutionnalité des lois fédérales et des conflits de compétences entre la Fédération et les entités fédérées. La Constitution prévoyait l'adoption d'un texte traitant en détail de la Cour constitutionnelle, mais cela n'a eu lieu qu'en 1991, empêchant ainsi l'installation effective de la Cour. Officiellement, le besoin de la Cour ne s'est pas fait sentir puisque les présumés conflits de compétences entre la Fédération et les Républiques n'eurent jamais lieu.

### 1989-1992
Les premiers changements dans la Constitution ont furent apportés dès la révolution de Velours. Le 30 novembre 1989, le rôle de direction du parti communiste ainsi que la mention du marxisme-léninisme disparurent. Un certain nombre d’autres modifications ont conduit à la démocratisation de la constitution. En 1991, la Charte des droits et libertés fondamentaux fut adoptée dans le cadre de l'ordre constitutionnel, suivie d'un texte d'application traitant de la Cour constitutionnelle, comme le prévoyait la constitution modifiée en 1968.
La Cour constitutionnelle de Tchécoslovaquie a ainsi été rétablie, mais seulement pour une brève période en 1992, avant la dissolution de la Tchécoslovaquie. La dissolution elle-même a en fait été réalisée par une loi constitutionnelle (no 542/1992 Coll.).

### Depuis 1992
Le 16 décembre 1992, une nouvelle Constitution (loi no 1/1993 Coll.) et la Charte des droits fondamentaux et des libertés fondamentales (loi no 2/1993 Coll.) ont été adoptées. Les articles 83 à 89 de la Constitution ont créé la Cour constitutionnelle de la République tchèque, dont les procédures sont précisées dans la loi no 182/1993 Coll..

## Compétence

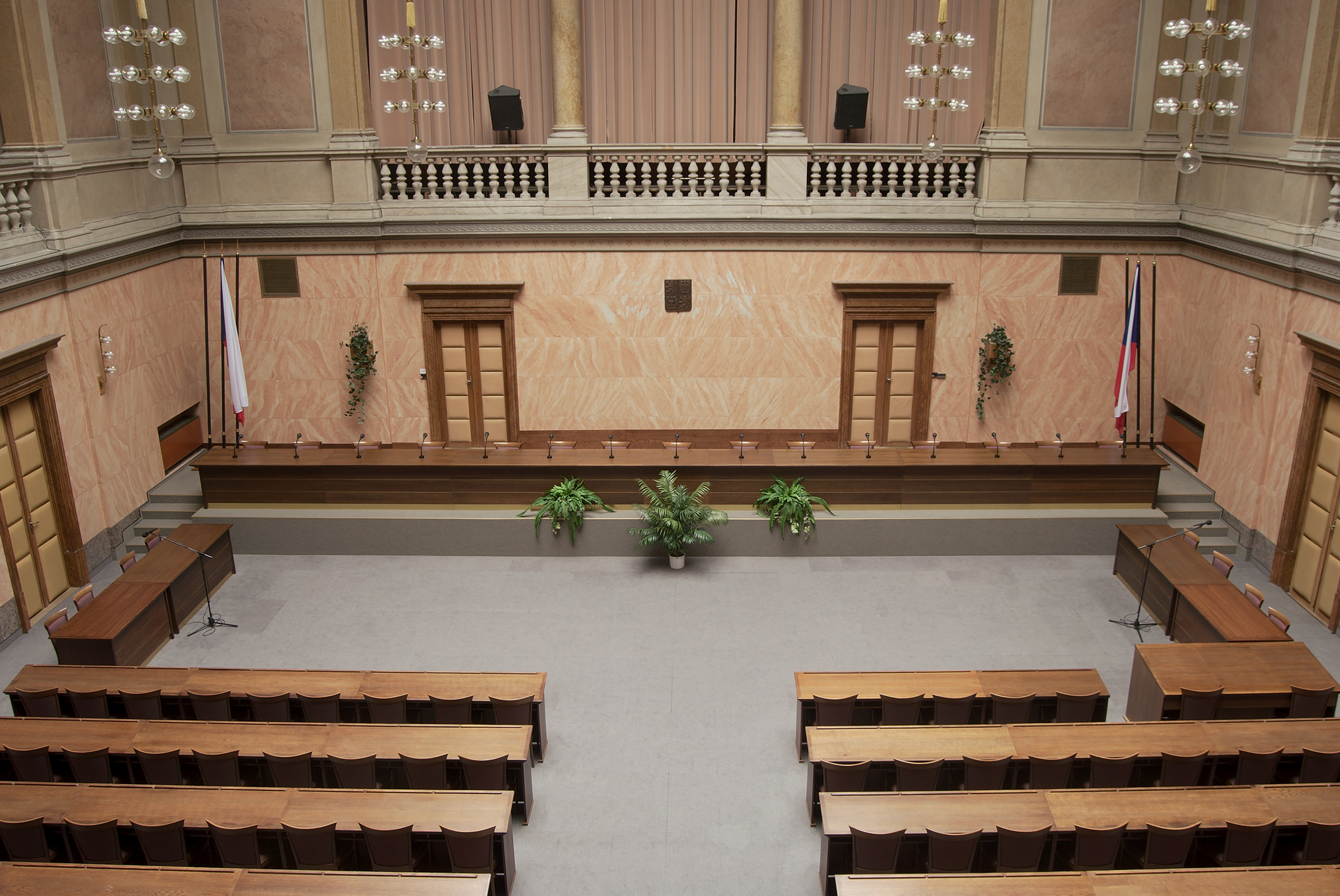
Salle des séances plénières (anciennement salle du Parlement morave)

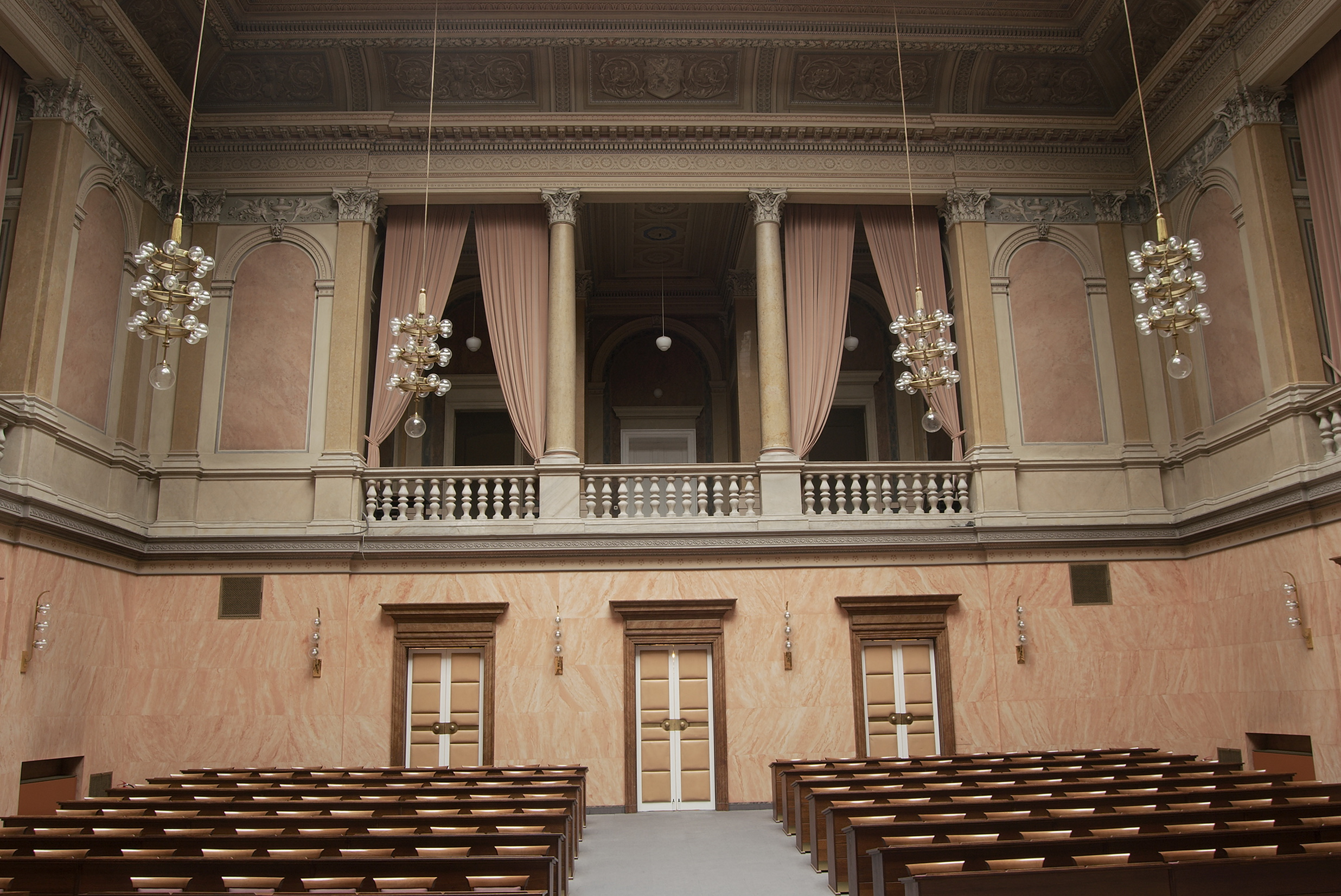

La majeure partie de la charge de travail de la juridiction consiste en des requêtes individuelles concernant des violations alléguées par des citoyens de leurs droits constitutionnels après épuisement de tous les autres recours (y compris les recours auprès de la Cour suprême ou de la Cour administrative suprême).
Conformément à l'article 87 de la Constitution : 
« (1) La Cour constitutionnelle statue :
a)  sur l'abrogation des lois ou de certaines de leurs dispositions, si elles sont contraires à l'ordre constitutionnel ;
b)  sur l'annulation des autres règles de droit ou de certaines de leurs dispositions, si elles ne sont pas conformes à l'ordre constitutionnel ou à une loi ;
c)  sur requête constitutionnelle des organes des collectivités territoriales autonomes contre une intervention illégale de l'État ;
d)  sur requête constitutionnelle contre une décision définitive ou une opposition quelconque des organes des pouvoirs publics à  l'exercice des droits et libertés fondamentaux garantis au niveau constitutionnel ;
e) par voie de recours contre une décision relative à la vérification de la régularité de l'élection d'un député ou d'un sénateur ;
f) en cas d'incertitude sur la perte de l'éligibilité et sur les incompatibilités avec les fonctions de député ou de sénateur, prévues par l'article 25 [de la Constitution] ;
g)  sur l'action constitutionnelle du Sénat contre le président de la République en vertu de l'article 65, alinéa 2 ;
h) sur la proposition du président de la République portant sur l'annulation de la décision de la Chambre des députés et du Sénat prise en vertu de l'article 66 [incapacité du président de la République] ;
i)  sur les mesures nécessaires à  l'exécution de la décision d'une Cour internationale qui est obligatoire pour la République tchèque, si elle ne peut pas être autrement exécutée;
j)  sur le point de savoir si la décision de dissoudre un parti politique ou une autre décision concernant l'activité d'un parti politique est conforme aux lois constitutionnelles et aux autres lois ;
k) sur les litiges relatifs à l'étendue des compétences des organes de l'État et des organes des collectivités territoriales autonomes, sauf si la loi donne compétence à un autre organe.
(2) La Cour constitutionnelle statue  également sur la conformité  à l'ordre constitutionnel du traité  international visé  à l'article 10a et à  l'article 49, avant sa ratification [Traité sur l'Union européenne]. Le traité  ne peut être ratifié antérieurement à la décision de la Cour constitutionnelle.
(3) La loi peut disposer que la Cour administrative suprême statue en lieu et place de la Cour constitutionnelle :
a) sur l'abrogation des règles de droit ou de certaines de leurs dispositions, si elles ne sont pas conformes à une loi ;
b) sur les litiges relatifs à l'étendue des compétences des organes de l'État et des organes des collectivités territoriales autonomes, sauf si la loi donne compétence à un autre organe. »

## Composition
La Cour est composée de 15 juges nommés pour une durée de 10 ans, renouvelable, par le président avec l'accord Sénat. Les juges bénéficient de l'immunité et ne peuvent être poursuivis que sous réserve de l'approbation du Sénat.
Le quorum des séances plénières est atteint lorsqu'au moins 10 juges sont présents. Une majorité d'au moins 9 juges doit être atteinte pour abroger une loi, pour mettre en accusation le président ou pour adopter un avis juridique différenciant de celui précédemment émis. D'autres questions sont tranchées par des sénats composés de trois juges.